# Bergraggmossa
Bergraggmossa (Racomitrium heterostichum) är en bladmossart som beskrevs av Bridel 1819 [1818. Bergraggmossa ingår i släktet raggmossor, och familjen Grimmiaceae. Arten är reproducerande i Sverige. Inga underarter finns listade i Catalogue of Life.

## Bildgalleri

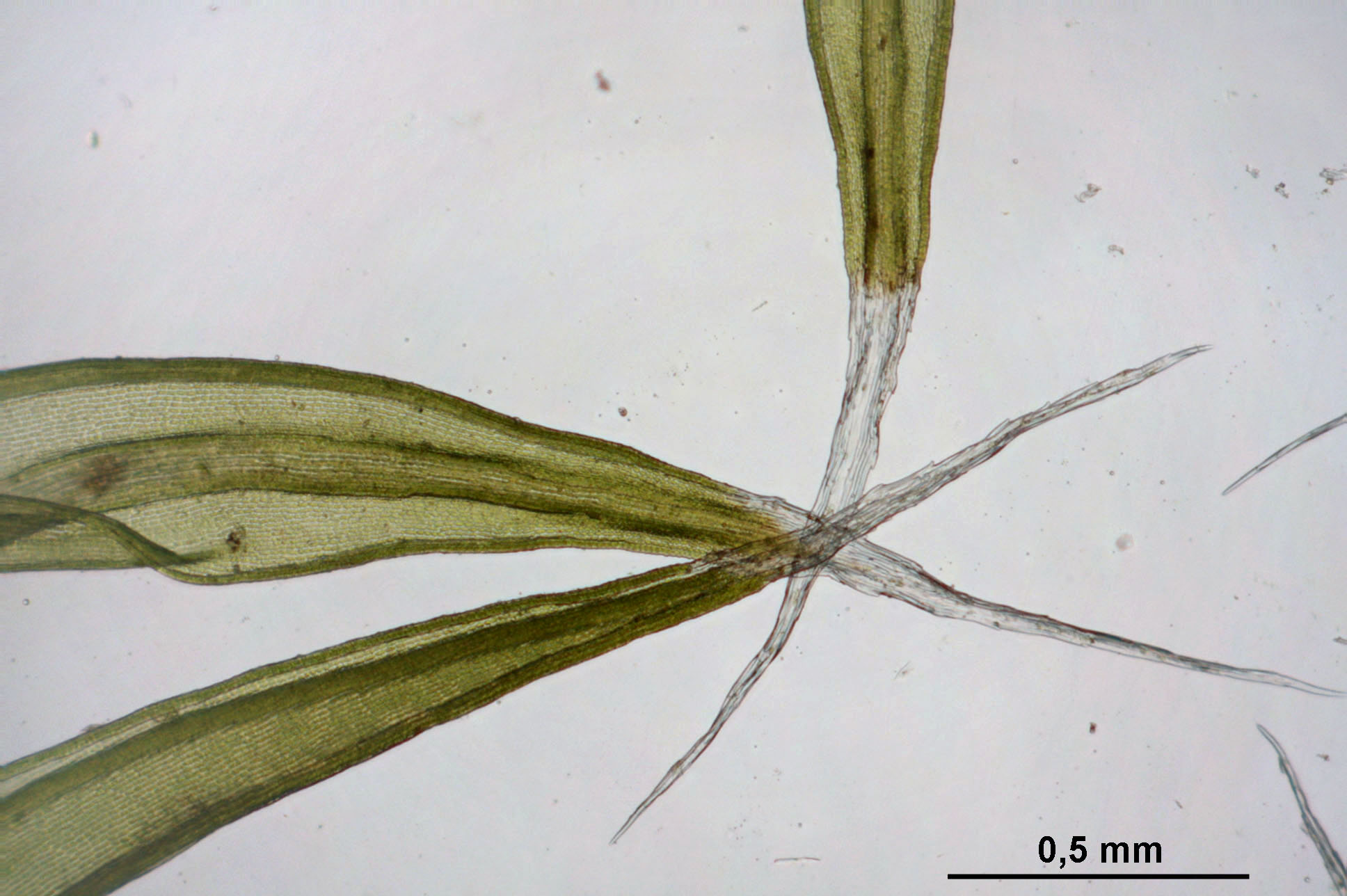